# Serotonin-Wiederaufnahmehemmer
Serotonin-Wiederaufnahmehemmer (englisch Serotonin Reuptake Inhibitors, SRIs) sind eine Klasse von Antidepressiva. Gemeinsam ist diesen Substanzen, dass sie Serotonintransporter am Übergang in die Nervenzellendigungen blockieren und dadurch die Konzentration von Serotonin in der Gewebsflüssigkeit des Gehirns erhöhen.
Da sie an andere Monoamintransporter nicht oder nur sehr schwach binden, werden sie auch Selektive Serotonin-Wiederaufnahmehemmer (englisch Selective Serotonin Reuptake Inhibitors, SSRIs) genannt. Diese Selektivität unterscheidet die SSRI von den älteren trizyklischen Antidepressiva.

## Wirkstoffe
Prominente SSRI sind Fluoxetin, Fluvoxamin, Paroxetin, Sertralin und Citalopram. Bei Escitalopram handelt es sich um das wirksamere Enantiomer des bis dahin als Racemat (Enantiomergemisch) eingesetzten Citalopram. Es wurde nach Wegfall des Patentschutzes auf den Markt gebracht und soll wirksamer sein als das Racemat (siehe Überblick).
| Wirkstoff   | Erstzulassung in Deutschland | zugelassene Einsatzgebiete in Deutschland (Stand November 2010) |
| ----------- | ---------------------------- | --- |
| Fluvoxamin  | 1984                         | depressive Erkrankungen, Zwangsstörung |
| Fluoxetin   | 1990                         | Episoden einer Major Depression, Zwangsstörung, Bulimie |
| Paroxetin   | 1992                         | Episoden einer Major Depression, Panikstörung mit oder ohne Agoraphobie, soziale Phobie, generalisierte Angststörung, Zwangsstörung, Posttraumatische Belastungsstörung |
| Citalopram  | 1996                         | depressive Erkrankungen, Panikstörung mit oder ohne Agoraphobie |
| Sertralin   | 1997                         | depressive Erkrankungen und Rezidivprophylaxe, Panikstörung mit oder ohne Agoraphobie, soziale Phobie, posttraumatische Belastungsstörung, Zwangsstörung                |
| Vortioxetin | 2013                         | Episoden einer Major Depression |

Des Weiteren wird auch das in den 1960er Jahren entwickelte trizyklische Antidepressivum Clomipramin als Serotonin-Wiederaufnahmehemmer (SRI) bezeichnet, da es überwiegend die Serotonin-Wiederaufnahme hemmt, dies aber nicht die einzige wesentliche Wirkungskomponente darstellt (daher nicht selektiv). Clomipramin ist in Deutschland zur Behandlung von depressiven Syndromen, Zwangs- und Panikstörungen, Phobien, zur langfristigen Schmerzbehandlung im Rahmen eines therapeutischen Gesamtkonzepts, zur Behandlung von Schlaflähmung, Kataplexie und hypnagogen Halluzinationen bei Narkolepsie sowie einer Enuresis nocturna zugelassen. Generell gelten dabei neuere SSRI im Vergleich zu Clomipramin als verträglicher.
Seit 2009 befindet sich mit Dapoxetin ein weiterer SSRI auf dem Markt, der allein zur Behandlung von vorzeitigem Samenerguss vermarktet wird und dafür zugelassen ist. Das 2011 in den USA zugelassene Vilazodon wirkt gleichzeitig als selektiver Partialagonist auf den 5-HT1A-Rezeptor.

## Überblick
- Hinsichtlich Wechselwirkungen mit anderen Medikamenten gelten Citalopram, Escitalopram und Sertralin gegenüber anderen SSRI als vorteilhaft.[1]
- Citalopram, Escitalopram und Sertralin werden in Deutschland manchmal als SSRI der zweiten oder neuen Generation bezeichnet.
- In Deutschland wird Citalopram mit deutlichem Abstand am häufigsten verordnet, gefolgt von Sertralin und Escitalopram, dann Fluoxetin und Paroxetin; deutlich seltener Fluvoxamin.[4]
- Von den Hauptsubstanzen war in Deutschland bis 2014 einzig Escitalopram nicht generisch erhältlich. Eine definierte Tagesdosis Escitalopram kostete im Jahr 2011 etwa das Drei- bis Vierfache im Vergleich zu Citalopram.[4] Die Aussage des Herstellers, das Enantiomer wirke stärker und schneller als das Racemat, ließ sich in Studien nicht belegen.[4][5]
- Im Gegensatz zu Citalopram hat Escitalopram frühzeitig nach Markteinführung eine breite Indikationszulassung erhalten. Auch Sertralin hat im Sommer 2009 in Deutschland eine Indikationserweiterung in ähnlicher Breite erfahren. Letzteres wird in neuester Literatur zur Psychopharmakotherapie oft nicht berücksichtigt.

## Pharmakologie
SSRI hemmen die Wiederaufnahme des Neurotransmitters Serotonin (5-HT) in die Präsynapse und erhöhen so dessen Konzentration im synaptischen Spalt. Einige der SSRI-Arzneistoffe binden schwach auch noch an postsynaptische Rezeptoren (in einem klinisch kaum relevanten Ausmaß).

### Neurophysiologische Anpassung
Paradoxerweise wird zu Beginn der Therapie mit SSRI die erwünschte 5-HT-Konzentrationserhöhung durch einen anderen Effekt geschmälert. Der zunächst hohe Serotoninspiegel im synaptischen Spalt überflutet gleichzeitig die Autorezeptoren der Präsynapse, die der Zelle als Feedback-Sensoren dienen. Die Aktivierung der Autorezeptoren (durch Agonisten wie Serotonin) löst in der Zelle das Signal aus, die Serotonin-Produktion zu drosseln. Der sich dadurch ergebende Mangel an Serotonin bleibt in der Summe bestehen, da die Transporter-Hemmung nur nachgeschaltet ist und den Mangel nicht aufheben kann. Auf die andauernde Rezeptor-Reizung reagiert der Körper mit einer Absenkung der Empfindlichkeit (Sensitivität) der Autorezeptoren (somatodendritische 5-HT1A und terminale 5-HT1D). Dieser Prozess kann einige Wochen dauern. Auch die Anzahl/Dichte der 5-HT1-Rezeptoren sinkt.
Ein ähnlicher Anpassungsprozess, der für den antidepressiven Effekt größere Bedeutung hat, ist die erwünschte zahlenmäßige Verringerung von Serotonin-(5-HT)2A-Rezeptoren im Zentralnervensystem. Die Empfindlichkeit postsynaptischer 5-HT1A und 2-Rezeptoren kann zunehmen. Diese Phänomene dürften für eine antidepressive Wirkung von Bedeutung sein, und sie könnten erklären, warum ein nachhaltig antidepressiver Effekt erst nach Wochen der Pharmakotherapie zur vollen Entfaltung kommt.

### SSRI im Vergleich zu TZA
SSRI besitzen gegenüber den trizyklischen Antidepressiva oder Trizyklika eine deutlich geringere Affinität zu α-Adrenozeptoren, Histamin-Rezeptoren und Muskarinrezeptoren. Die Aktivität an diesen Rezeptoren ist für einen Großteil der Nebenwirkungen der Trizyklika verantwortlich.

## Anwendung

### Indikationen
Viele verschiedene (pharmako)therapeutische Ansätze zur Behandlung von Depressionen sind möglich. Einen dieser Ansätze nutzen die SSRI. Ein Hauptanwendungsgebiet für alle SSRI außer Dapoxetin ist die Depression von klinisch bedeutsamem Schweregrad (depressive Episode, major depression). In den letzten Jahren haben die SSRI eine umfangreiche Erweiterung der Indikationen erfahren, insbesondere im Bereich der Angst- und Zwangsstörungen. Neben den oben genannten Anwendungsgebieten gibt es Hinweise auf eine Wirksamkeit der SSRI bei verschiedenen Syndromen, z. B. dem prämenstruell-dysphorischen Syndrom und klimakterischen Beschwerden, Ejaculatio praecox, verschiedenen Essstörungen und dem Fibromyalgiesyndrom (teils Off-label-Indikationen).

### Allgemeines
Ein Vorteil für die Anwendung der SSRI ist, dass die meisten Präparate nur einmal täglich gegeben werden müssen, was die Therapietreue (Compliance) der Patienten erhöht. Allerdings tritt die antidepressive Wirkung bei SSRIs erst mit Verzögerung ein, was zu Beginn einer Behandlung Disziplin der Patienten voraussetzt und eine entsprechende Beratung notwendig macht. Diese zeitliche Verzögerung der Wirkung gilt ähnlich auch für die meisten anderen Indikationen und ist einer der Gründe, warum SSRI sich nicht zur schnellen Behandlung aus direktem Anlass, z. B. bei einer akuten Panikattacke, eignen, sondern eine regelmäßige Einnahme über einen längeren Zeitraum erfordern.
SSRI sind bei korrekter Anwendung relativ nebenwirkungsarm und sicher. Die beschriebenen Nebenwirkungen treten dabei, im Unterschied zur gewünschten Wirkung, überwiegend nur in den ersten Tagen auf.

### Wirksamkeit
SSRI sind die am häufigsten eingesetzten Antidepressiva. Die Wirkung der SSRI auf das depressive Syndrom ist abhängig von der Schwere der Erkrankung. So ist bei leichtgradigen Depressionen häufig keine statistisch nachweisbare Überlegenheit gegenüber der Gabe von Scheinmedikamenten (Placebo) festzustellen. Bei schwerer ausgeprägten Depressionen hingegen sprechen etwa 50–75 Prozent der Patienten auf ein SSRI an, während etwa 25–33 Prozent der Patienten auf Placebo ansprechen.

## Unerwünschte Wirkungen

### Allgemeines
Die häufigsten unerwünschten Wirkungen betreffen den Magen-Darm-Trakt: Appetitlosigkeit, Übelkeit, Erbrechen und Durchfall. Das Risiko einer Blutung im oberen Magen-Darm-Trakt steigt durch selektive Serotonin-Wiederaufnahmehemmer (durch verminderte Aufnahme des die Blutplättchenaggregation verstärkenden Serotonins aus dem Blut in die Blutplättchen) auf das bis zu 2,5-fache und durch die Kombination mit einem nichtselektiven nichtsteroidalen Antirheumatikum auf das bis zu 9,1-fache, wenn kein Magenschutzmittel angewendet wird. Werden selektive Serotonin-Wiederaufnahmehemmer mit antithrombozytären Medikamenten wie Clopidogrel oder niedrigdosierter Acetylsalicylsäure kombiniert, steigt das Risiko einer Blutung im oberen Magen-Darm-Trakt auf das bis zu 4,7-fache. Eine Meta-Analyse von 2012 kam bezüglich Gehirnblutungen zu folgenden Schlussfolgerungen: „Die SSRI-Exposition ist mit einem erhöhten Risiko für intrazerebrale und intrakranielle Blutungen verbunden. Angesichts der Seltenheit dieses Ereignisses dürften die absoluten Risiken jedoch sehr gering sein“. Weitere häufige Nebenwirkungen, die oft zum Therapieabbruch führen (mangelnde Compliance), sind sexuelle Funktionsstörungen (Nachlassen der Erektionsfähigkeit, Ejakulationsstörungen, Orgasmusschwierigkeiten, vorübergehende Abnahme der Spermienqualität, siehe SSRI-bedingte sexuelle Dysfunktion). Unter einer Dauertherapie können sich die sexuellen Funktionen aber wieder normalisieren. Möglicherweise bisher unterschätzt ist das mögliche Auftreten einer gewissen emotionalen Abstumpfung (wie z. B. die verminderte Fähigkeit, Gefühle wie Ärger oder Trauer zu empfinden, zu weinen oder ein nachlassendes sexuelles Interesse) als unerwünschte Wirkung. SSRI können, wie auch klassische Antiepileptika, Auslöser oder Verstärker des Syndroms der inadäquaten ADH-Sekretion sein. In der Folge kann es zu einem gefährliche Natriummangel kommen.

Die meisten SSRIs bewirken eine Antriebssteigerung. Besonders zu Beginn der Therapie kann es daher zu Nervosität, Erregung und Schlafstörungen kommen.
Im Gegensatz zu den älteren trizyklischen Antidepressiva haben SSRIs keine anticholinergen Nebenwirkungen.
Beim Beenden einer Therapie mit SSRI kann ein SSRI-Absetzsyndrom sowie eine SSRI-bedingte sexuelle Dysfunktion auftreten.
Bei der Therapie mit SSRI sind Veränderungen der QT-Zeit im EKG zu beachten.

### Suizidrisiko

#### Bei Kindern und Jugendlichen
Die Häufigkeit suizidalen Verhaltens ist bei Kindern und Jugendlichen unter SSRI- oder SSNRI-Behandlung erhöht, besonders bei Behandlungsbeginn, was Metaanalysen bestätigen. Das Bundesinstitut für Arzneimittel und Medizinprodukte wies 2005 warnend darauf hin, dass bei Kindern und Jugendlichen, die mit Antidepressiva behandelt werden, Folgendes zu beachten ist:
- In klinischen Studien wurde bei Kindern und Jugendlichen, die mit SSRI / SNRI behandelt wurden, ein gegenüber Placebobehandlung gehäuftes suizidales (Suizidversuche und Suizidgedanken) und feindseliges Verhalten (vorwiegend Aggressivität, Oppositionsverhalten und Wut) beobachtet.
- SSRI und SNRI sollten daher nicht bei Kindern und Jugendlichen angewendet werden, es sei denn, sie sind explizit für die Anwendung in dieser Altersgruppe zugelassen.
- Die meisten SSRI/SNRI sind in Europa nicht für die Behandlung von depressiven Störungen und Angststörungen bei Kindern oder Jugendlichen zugelassen.
- Sollte es aufgrund klinischer Gegebenheiten notwendig sein, Kinder und Jugendliche mit diesen Störungen medikamentös zu behandeln, so sollte der Patient bezüglich des Auftretens suizidalen Verhaltens sowie selbstschädigender oder feindseliger Verhaltensweisen sorgfältig überwacht werden. Dies sei besonders zu Beginn der Behandlung sehr wichtig.

Bereits 2004 wurde die Anwendung von Paroxetin als Antidepressivum bei unter 18-Jährigen als kontraindiziert eingestuft. Unter Berücksichtigung des Suizidrisikos bei Nichtbehandlung und der Datenlage zur Wirksamkeit gilt Fluoxetin als Mittel der Wahl, wenn eine medikamentöse Therapie dennoch erwogen wird. Eine retrospektive Studie von über 36.000 Kindern und Jugendlichen unter SSRI- oder SNRI-Behandlung in den USA zeigte 2013, dass Sertralin, Paroxetin, Citalopram, Escitalopram und Venlafaxin ein mit Fluoxetin vergleichbares Suizidrisiko in dieser Altersgruppe besitzen.

#### Bei Erwachsenen
Ein Zusammenhang mit dem Suizidrisiko bei Erwachsenen unter SSRI-Behandlung ist unklar. Eine Übersichtsarbeit aus dem Jahr 2005 ist zu dem Ergebnis gekommen, dass, insbesondere zu Beginn der Behandlung, die Suizidgefahr ansteige. Eine placebokontrollierte US-amerikanische Metaanalyse, aus dem Jahr 2012, mit 9185 Patienten, konnte hingegen keinen Zusammenhang zwischen der Gabe von SSRI, hier Fluoxetin und Venlafaxin (welches ein SSNRI ist), und einem erhöhten Suizidrisiko finden. Die Studie kommt zu dem Ergebnis, dass die Annahmen der amerikanischen Gesundheitsbehörde FDA, die zu Warnhinweisen geführt hatten, falsch sind.
Gleichwohl wird in Beipackzetteln von SSRI-Medikamenten auf die anfangs erhöhte Suizidgefahr hingewiesen, die auch in deren typischer Wirkungskurve begründet sei. Die ARD strahlte zu dem Thema erstmals am 21. Februar 2014 eine Dokumentation „Gefährliche Glückspillen“ aus. In der Diskussion steht, ob es einen Zusammenhang zwischen den Einnahmen von SSRI und aggressiven Handlungen, wie etwa Amokläufen, gibt. Eine Webseite sammelt Fälle von Suiziden und Gewalttaten, bei denen SSRI eine Rolle spielten. Einige Forscher empfehlen weitere Studien, um einen möglichen Kausalzusammenhang zu untersuchen.

### Karies
Bei langfristiger Einnahme von SSRI-Antidepressiva erhöht sich das Risiko, Karies zu erleiden.
Die Mundtrockenheit, die durch SSRI und eine Reihe weiterer Antidepressiva hervorgerufen wird, und die damit verbundenen nachteiligen Folgen auf die Mundflora werden als ausschlaggebende Ursachen angenommen.
Die Mundtrockenheit ist ein typisches anticholinerges Symptom, welches bei den stärker anticholinerg wirkenden trizyklischen Antidepressiva häufiger und stärker auftritt als bei SSRIs.

### Überdosierung
Bei Überdosierung von SSRI besteht die Gefahr, dass sich ein Serotoninsyndrom entwickelt, insbesondere wenn sie mit anderen Antidepressiva vom MAO-Hemmer-Typ kombiniert werden. SSRI sind meistens erst bei einer 50–100-fachen Überdosis tödlich.
Bei einer Überdosierung kommt es oft zu psychoseartigen Zuständen.

### SSRI bei älteren Patienten
Schon länger wird diskutiert, dass es unter der Therapie mit SSRI bei älteren Patienten vermehrt zu einem Apathiesyndrom kommen kann. Aktuelle Studienergebnisse scheinen dies zu bestätigen. Auch das Risiko für das Auftreten von Blutungen scheint vor allem bei älteren Menschen unter einer Therapie mit SSRI erhöht zu sein (siehe unter Wechselwirkungen).
In einer Studie mit 248 Pflegeheimbewohnern mit Demenz erhöhten SSRIs das Risiko für einen schweren Sturz auf das bis zu Zweifache. Dabei konnte eine Dosisabhängigkeit gezeigt werden. Ein noch höheres Risiko ergab sich unter Komedikation mit Sedativa. Substanzen mit geringerem Interaktionsrisiko wie Citalopram, Escitalopram und Sertralin sind zu bevorzugen.

### SSRI und Schwangerschaft

#### Absetzsyndrom
Bei bis zu jedem 3. Kind kann nach mütterlicher SSRI-Einnahme während der Spätschwangerschaft ein Absetzsyndrom (vgl. oben) auftreten. Als Auslöser wurden die SSRI Fluoxetin, Paroxetin, Sertralin und Citalopram/Escitalopram sowie der SNRI Venlafaxin benannt. Symptome sind Rigor bzw. erhöhter Muskeltonus, vermehrtes Schreien, verschiedene Magen-Darm-Probleme und andere.
Diese Entzugserscheinungen erreichen in der Regel nicht die Schwere eines Opiatentzuges (Finnegan-Score ab 10), sind aber mit Finnegan-Punktwerten von 3–8 eine Belastung für das Neugeborene.

#### Pulmonale Hypertonie
Eine seltenere, aber weitaus gefährlichere Schädigung durch mütterliche SSRI-Einnahme ist die pulmonale Hypertonie (Bluthochdruck im Lungenkreislauf). Der Zusammenhang wurde durch eine Fall-Kontroll-Studie aufgedeckt, die zur Prüfung des Verdachts aus einer Kohortenstudie mit Fluoxetin dienen sollte. Die Pathophysiologie beruht vermutlich auf der Erhöhung des Serotoninspiegels im kindlichen Organismus – eine auffällige Parallele zu anderen bekannten Auslösemechanismen pulmonaler Hypertonie.
Das Risiko ist dosisabhängig (Dosisreduktion vermindert die Gefährdung) und besteht vor allem ab der 20. Schwangerschaftswoche. Neugeborene mit dieser Form der dauerhaften pulmonalen Hypertonie haben eine verringerte Lebenserwartung. In knapp zehn Prozent der Fälle ist die Schädigung tödlich. Die Gefährdung wird mit etwa einem Prozent beziffert, d. h. eins von 100 Neugeborenen kommt nach SSRI-Einnahme der Mutter geschädigt zur Welt.

#### Missbildungen
Ende 2005 warnte die amerikanische Gesundheitsbehörde FDA vor erhöhten Missbildungsraten nach Einnahme von Paroxetin. Nach epidemiologischen Daten vom Oktober 2006 geht die Einnahme aller SSRI mit erhöhten Missbildungsraten einher.

#### Andere Komplikationen
Eine Publikation im American Journal of Obstetrics and Gynecology vom April 2006 warnte vor einem erhöhten Risiko von Früh- und Totgeburten, niedrigem Geburtsgewicht und Krampfanfällen bei Neugeborenen nach SSRI-Einnahme der Mutter. Das erhöhte Risiko für Neugeborene wurde in einer im August 2006 publizierten Studie nochmals für alle SSRI bestätigt.

## Wechselwirkungen
Alle SSRIs sind starke Inhibitoren der Cytochrom-P450-Isoenzyme (insbesondere Paroxetin und Fluoxetin) und hemmen so z. B. die Aktivierung von Codein und den Abbau von Benzodiazepinen. Die Kombination mit dem Hustenblocker Dextromethorphan, der häufig in rezeptfreien Grippemitteln enthalten ist, kann zu psychotischem Verhalten führen.

### Kombinationstherapie
Die Wechselwirkungen von SSRI untereinander können auch zu Gunsten der Therapie genutzt werden. So kann z. B. manchmal die fehlende Wirkung von Citalopram bei Citalopram-Non-Respondern durch gleichzeitige Gabe einer geringen Dosis Paroxetin oder Fluoxetin beseitigt werden. Da sowohl Paroxetin als auch Fluoxetin ein Enzym hemmen, welches Citalopram abbaut, kann durch gleichzeitige Gabe die Plasma-Konzentration und damit die Wirkstärke von Citalopram erhöht werden.

### Serotoninsyndrom
| Antidepressiva                             | Antidepressiva   |
| ------------------------------------------ | ---------------- |
| MAOI                                       | Mirtazapin       |
| Echtes Johanniskraut                       | Venlafaxin       |
| Trizyklika                                 |                  |
| Opioide                                    |                  |
| Tramadol                                   | Pethidin         |
| Codein                                     | Morphin          |
| Heroin                                     | Fentanyl         |
| ZNS-Stimulantien                           |                  |
| Phentermin                                 | Diethylpropion   |
| Amphetamin (Speed)                         | MDMA (Ecstasy)   |
| Methylphenidat                             | Sibutramin       |
| Mutterkornalkaloide                        |                  |
| LSD                                        |                  |
| Tropan-Alkaloide                           |                  |
| Kokain                                     |                  |
| 5-HT1-Agonisten                            |                  |
| Triptane                                   |                  |
| Andere                                     |                  |
| Selegilin                                  | Tryptophan       |
| Buspiron                                   | Lithium          |
| Linezolid                                  | Dextromethorphan |
| Nach Rossi, 2005. Siehe auch Gillman 2010. |                  |

Gefährlich ist die Kombination von SSRI mit Substanzen, welche die Synthese oder den Abbau von Serotonin beeinflussen, da durch Erhöhung der Serotonin-Konzentration im ZNS das potenziell lebensbedrohliche Serotonin-Syndrom ausgelöst werden kann. Das Risiko ist besonders hoch bei der gleichzeitigen Einnahme von SSRI und MAO-Hemmstoffen. Deshalb muss zwischen beiden Medikationen ein zeitlicher Mindestabstand liegen, dessen Länge sich je nach Wirkstoff unterscheidet (meist zwei Wochen). Bei gleichzeitiger Einnahme dieser Mittel kann es auch zu sehr unangenehmen Lähmungserscheinungen kommen, bei denen der Betroffene zwar bei vollem Bewusstsein ist, sich aber weder sprachlich noch über Körperbewegungen mitteilen kann (Locked-in-Syndrom).
Gleichzeitige Einnahme von SSRI und Triptanen kann nach einem Warnhinweis der FDA ebenfalls zu einem Serotonin-Syndrom führen.
Die FDA weist darauf hin, dass an diese mögliche Wechselwirkung unter Umständen nicht gleich gedacht wird, da SSRI und Triptane oft von verschiedenen Ärzten verschrieben bzw. die Migränemittel nur unregelmäßig eingenommen werden.
Zusätzliche Einnahme von L-Tryptophan oder 5-Hydroxytryptophan (5-HTP) kann durch Verstärkung der Serotoninsynthese ebenfalls zum Serotonin-Syndrom führen. Eine Übersicht über Substanzen, die in Kombination mit einem SSRI ein Serotoninsyndrom auslösen können, gibt die Tabelle.

### Beeinflussung der Blutgerinnung
Unter der Einnahme von SSRI kann es zu einer Beeinträchtigung der Thrombozytenfunktion und damit der Blutgerinnung kommen. Die Freisetzung von Serotonin aus den Thrombozyten spielt eine wichtige Rolle bei der Regulierung der hämostatischen Antwort auf die vaskuläre Verletzung. Serotonin wird dabei nicht in den Thrombozyten gebildet, sondern aus dem Blutkreislauf durch Serotonintransporter in die Blutplättchen aufgenommen. In therapeutischer Dosis blockieren Fluoxetin und andere SSRI die Aufnahme von Serotonin in die Thrombozyten. Das führt nach einigen Wochen zu einer Verarmung an Serotonin. Hierdurch wird das Blutungsrisiko erhöht. Klinische Symptome sind z. B. das spontane Auftreten von blauen Flecken (Hämatome), Nasenbluten oder bei Frauen eine verstärkte Menstruationsblutung. Auch wenn diese Blutungen aus medizinischer Sicht als „harmlos“ eingeordnet werden, können sie für den Betroffenen ein Grund zur Besorgnis sein, besonders wenn er deren Ursache nicht kennt. Die Kombination eines SSRI mit Medikamenten, die direkt oder indirekt das Blutungsrisiko steigern, erhöht die Wahrscheinlichkeit von gastrointestinale Blutungen um 43 % (Chancenverhältnis: 1,43; 95 % Konfidenzintervall: 1,09–1,89). Die gleichzeitige Therapie mit Protonenpumpenhemmer senkte das Risiko deutlich.
Bei Risikopatienten wird ausdrücklich vor der unbedachten Kombination eines SSRI mit z. B. Aspirin (Acetylsalicylsäure) oder anderen nicht-steroidalen Entzündungshemmern wie Indomethacin, Phenylbutazon, Naproxen, Ibuprofen oder Fenoprofen gewarnt. Als besonders gefährdet gelten Patienten über 65 Jahre, die in ihrer Vorgeschichte schon einmal ein Magengeschwür bzw. eine Magendarmblutung hatten. Hier ist zu bedenken, dass gerade bei älteren Menschen Ärzte unterschiedlicher Fachrichtungen aus ihrer jeweiligen Sicht oft Medikamente verordnen, ohne einen Gesamtüberblick über die schon verordnete Medikation zu haben, sodass sie das Risiko eventuell auftretender Wechselwirkungen nicht immer gebührend einschätzen.

## SSRI und Pharmakogenetik
Es existiert eine ständig wachsende Fülle an wissenschaftlichen Publikationen zum Einfluss bestimmter Genvarianten bzw. -marker auf die Wirksamkeit oder Verträglichkeit von SSRI. Diese Resultate haben bisher nicht zu einer Verbesserung der Therapie geführt, da sie entweder nicht in weiteren Studien bestätigt werden konnten, sich Gentests als unpraktikabel erwiesen oder noch nicht weit genug entwickelt sind:

### Ansprechraten
Das im Zusammenhang mit der SSRI-Wirkung am häufigsten untersuchte Gen ist das des Serotonin-Transporters (SERTPR oder 5-HTTLPR), das direkten Einfluss auf die Serotonin(rück)aufnahme hat. Die Studienlage ist uneinheitlich und eine praktische Anwendbarkeit dieser Befunde ist derzeit unwahrscheinlich.
Ein weiteres speziell mit der unzureichenden Wirkung von SSRI bei manchen Patienten in Verbindung gebrachtes Gen ist das der Tryptophan-Hydroxylase (TPH-1 und TPH-2). Einer Studie zufolge soll dieses Gen bei depressiven Patienten zehnmal häufiger mutiert sein als bei gesunden Kontrollpersonen. Patienten mit dieser Mutation könnten schlechter auf SSRI reagieren. Dieses Gen wird weiterhin intensiv untersucht, auch bei Patienten mit bipolarer Störung, bislang jedoch ohne klinische Konsequenzen.

### Verstoffwechselung
Die Verstoffwechselung von SSRI über die CYP-450-Isoenzyme war ein Ansatz der genetischen Forschung, der sich bisher als unpraktikabel erwiesen hat. Gentests zur Identifikation der „poor metabolizer“ haben nicht zur Verbesserung der Verträglichkeit von SSRI geführt, und „Schnellmetabolisierer“ profitieren nicht von einer Dosiserhöhung.